# Naturpark Tiroler Lech
Das Tiroler Lechtal, das Lechtal am Oberlauf des Lech in Tirol, ist ein Schutzgebiet in Natur- und Landschaftsschutz.

## Lage und Landschaft
Beteiligt sind die Gemeinden Bach, Ehenbichl, Elbigenalp, Elmen, Forchach, Gramais, Häselgehr, Hinterhornbach, Höfen, Holzgau, Kaisers, Lechaschau, Musau, Namlos, Pfafflar, Pflach, Pinswang, Reutte, Stanzach, Steeg, Vils, Vorderhornbach, Wängle, und Weißenbach, sämtlich Bezirk Reutte. Die Infostelle, das Naturparkhaus, befindet sich in Elmen am Lech.
Der Raum umfasst das ganze Tal des Lech, der hier ein Wildfluss in relativ ursprünglicher Dynamik ist, von seinem Quellgebiet bis an die österreichische Grenze. Das Tal ist zwischen Allgäuer Alpen und Lechtaler Alpen der nördlichen Kalkalpen eingebettet.
Naturraum und extensiv genutztes Kulturland sind entlang des Lech eng verzahnt. Der Fluss ist von teilweise ausgedehntem Auwald (Weichholzau, Grauerlenau und trockener Kiefernaue) begleitet, durchfließt aber auch Grünland. Die umliegenden Talflanken sind teils schroff und unzugänglich. Die Besiedlung ist ebenfalls weitgehend  zerstreut, die Verkehrswege liegen durchweg fernab des wenig regulierten Flusses.
|  |  |

## Geschichte und Schutzstatus

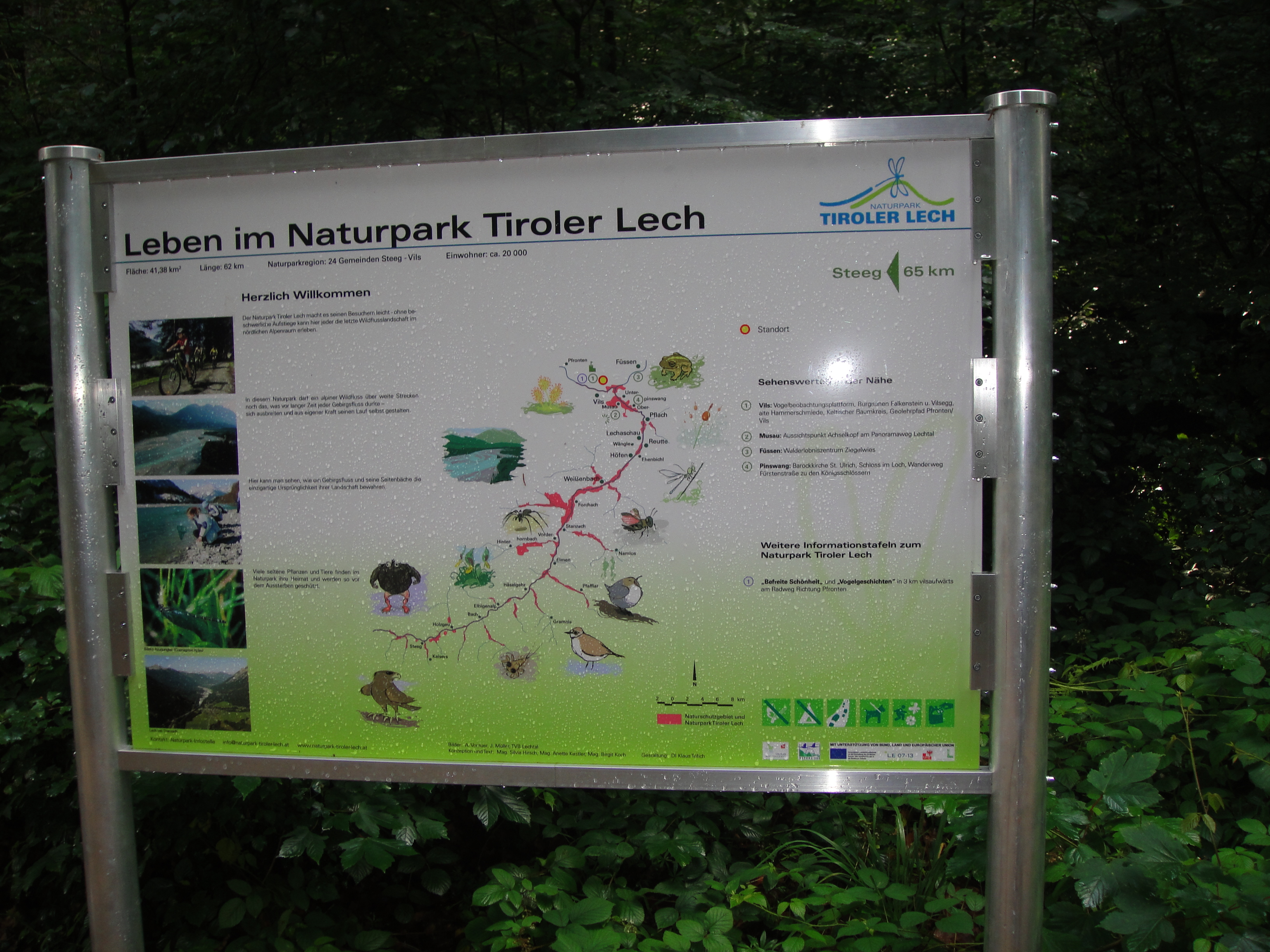
Infotafel zum Naturpark (bei Vils)

Im Tiroler Lechtal war ein Nationalpark Tiroler Lechtal geplant. Er sollte ein Gebiet von 4.138 Hektar umfassen. Seit 1997 waren konkrete Bemühungen im Gange, die Lechauen und ihre Seitentäler zu einem Nationalpark zu erklären. Anfang Februar 2003 wurde das offizielle Begutachtungsverfahren für ein Nationalparkgesetz Tiroler Lechtal eingeleitet. Schließlich erfolgte die Entscheidung für einen Naturpark und gegen einen international anerkannten Nationalpark, unter anderem wegen Konflikten mit der Jagd.
Die Tiroler Landesregierung beschloss allerdings im Jahr 2004 stattdessen die Errichtung eines Naturschutzgebietes, das gleichzeitig als Naturpark deklariert wurde; beide werden seit 2007 Tiroler Lech genannt.
Außerdem ist es, als Lechtal, mit Meldung Juni 2000 Europaschutzgebiet des Natura 2000-Netzwerks, und zwar sowohl nach Habitat-Richtlinie (FFH-Gebiet) als auch nach der Vogelschutzrichtlinie (Vogelschutzgebiet, Sitecode AT3309000). Als Vogelschutzgebiet ist es auch als Important Bird Area (IBA-Code AT051, Kriterium C7) eingestuft.
Das Schutzgebiet umfasst 4140 Hektar. Dabei handelt es sich um ein vielfach zerstückeltes Areal, das hauptsächlich in den Regionen zwischen Vils und Reutte und im Zentralraum zwischen Weissenbach und Elmen liegt, wo größere geschlossene Gebiete ausgewiesen sind (Krotemoos, Musau, Pinswang am unteren und Auen um Forchach, Schwarzwassertal, Hornbachtal am zentralen Abschnitt). Sonst verteilen sich zahlreiche kleine Schutzflächen von der deutschen Grenze bis in das Quellgebiet und umfassen Höhenlagen von 810–1780 m mit einer durchschnittlichen Lage von 1080 m.
10 % des Gebiets sind Kulturland, 60 % Wald (20 % Laub-, 30 % Nadel-, 10 % Mischwald), 20 % Grünland, 10 % Feuchtgebiet, davon die Hälfte Wasser. Die Nutzung ist zu 25 % landwirtschaftlich, 60 % forstwirtschaftlich, 5 % sind urbane und gewerbliche Räume oder Verkehrsinfrastruktur. Gewässerverwerfungen sind aufgrund des breit ausgeprägten Flussbettes noch möglich.

## Flora und Fauna
Erwähnenswert sind die inneralpine Flusslandschaft mit ihren Wacholderbäumen, mit den Beständen der Deutschen Tamariske (Myricaria germanica), der Vogelreichtum und mindestens 1160 nachgewiesene Blütenpflanzen.

## Wintersport
Das Lechtal, auch bezeichnet als Das Tor vom Arlberg, ist ein Gebiet, welches im Winter ideal zum Langlaufen, Schneeschuhwandern oder auch für Skitouren ist. Knapp 40 km erstreckt sich die Loipe von Forchach bis nach Steeg. Der Naturpark profitiert auch durch die Nähe zum Skigebiet Ski Arlberg.
Auch wenn es nur in ein paar Ortschaften vereinzelte Lifte gibt, besteht trotzdem ein Liftverbund, welcher aus vereinzelten Liftanlagen in den diversen Ortschaften des Tals besteht, die Skipässe für Ski Arlberg sind seit der Wintersaison 2015/16 ebenfalls dort gültig.  Aufgrund der zahlreichen Wandermöglichkeiten und des zunehmenden Angebots an Outdooraktivitäten wird auch der Sommertourismus immer wichtiger.
| Ort              | Name                  | Baujahr | System     | Höhe ü.A. Talstation [Meter] | Höhe ü.A. Bergstation [Meter] | Strecken- länge [Meter] | Beförderungs- kapazität [Pers./Stunde] | Betrieb Winter | Betrieb Sommer |
| ---------------- | --------------------- | ------- | ---------- | ---------------------------- | ----------------------------- | ----------------------- | -------------------------------------- | -------------- | -------------- |
| Bach             | Babylift Jöchlspitze  | —       | Stricklift | —                            | —                             | 150                     | 600                                    | W              | 0              |
| Bach             | Jöchelspitzbahn       | 2019    | 8-MGD      | 1.215                        | 1.768                         | 1.685                   | 1.800                                  | W              | S              |
| Boden (Pfaffler) | Anlaglift             | —       | Stricklift | —                            | —                             | 200                     | 600                                    | W              | 0              |
| Boden (Pfaffler) | Leitelift             | —       | Stricklift | —                            | —                             | 150                     | 600                                    | W              | 0              |
| Elbigenalp       | Sonnenlift            | —       | 2-SL       | —                            | —                             | 400                     | 1.000                                  | W              | S              |
| Elbigenalp       | Übungslift Knittel I  | —       | Stricklift | —                            | —                             | 100                     | 600                                    | W              | 0              |
| Elbigenalp       | Übungslift Knittel II | —       | Stricklift | —                            | —                             | 100                     | 600                                    | W              | 0              |
| Gramais          | Sinesfuierlift        | —       | Stricklift | —                            | —                             | —                       | —                                      | W              | 0              |
| Häselgehr        | Schießstandlift       | —       | Stricklift | —                            | —                             | 126                     | 680                                    | W              | 0              |
| Holzgau          | Gföllberglift         | —       | 2-SL       | 1.108                        | 1.316                         | 600                     | 1.200                                  | W              | 0              |
| Kaisers          | Bödenlift             | —       | Stricklift | —                            | —                             | —                       | —                                      | W              | 0              |
| Stanzach         | Oberfeldlift I        | 1975    | Stricklift | 1.000                        | 1.018                         | 150                     | 500                                    | W              | 0              |
| Stanzach         | Oberfeldlift II       | 1975    | Stricklift | 940                          | 1.090                         | 200                     | 500                                    | W              | 0              |
| Stanzach         | Steinmandllift        | 1975    | 2-SL       | 940                          | 1.090                         | 633                     | 1.035                                  | W              | 0              |

Die Abkürzungen in der Spalte „System“ sind unter Luftseilbahn erläutert.
Letzte 2 Spalten:
W = Winterbetrieb / S = Sommerbetrieb jeweils grün unterlegt
0 = kein Winter/Sommerbetrieb, rot hinterlegt